# Passiflora erythrophylla
Passiflora erythrophylla är en passionsblomsväxtart som beskrevs av Maxwell Tylden Masters. Passiflora erythrophylla ingår i släktet passionsblommor, och familjen passionsblomsväxter. Inga underarter finns listade i Catalogue of Life.